# サジタリアス (アメリカのバンド)
サジタリアス（Sagittarius）は、1967年に結成されたアメリカのサンシャイン・ポップ・スタジオ・グループで、レコード・プロデューサー兼ソングライターのゲイリー・アッシャーによって考案された。 

## 概要
ゲイリー・アッシャーは、1960年代初頭からソングライターとして音楽に携わっており (ブライアン・ウィルソンやザ・ビーチ・ボーイズの初期の曲のいくつかの作詞を含む)、すぐにプロデュース業に手を広げた。プロデューサーとして大きな成功を収めた後、彼は最終的にコロムビア・レコードのスタッフ・プロデューサーになった。1967年にチャド&ジェレミーをプロデュースしたのもこのポジションだった。チャド&ジェレミーの2人はアッシャーに何曲か聴かせたが、ヒット性に欠けているとアッシャーは感じた。彼はその頃、「My World Fell Down」（イギリスのポップ・グループ、アイビー・リーグがレコーディングした曲でもある）という曲のデモを聴いており、この曲は確実にヒットすると思い、彼らに聴かせた。しかし、彼らはこの曲をカヴァーすることに難色を示し、アッシャーはこの曲のカヴァー・バージョンを自分で作るべきだと判断した。
彼はロサンゼルスのセッション・ミュージシャンを連れてきたほか、ザ・ビーチ・ボーイズのツアー経験者であるグレン・キャンベル（トラックのリード ボーカルを担当）やブルース・ジョンストン、歌手からプロデューサーに転じたテリー・メルチャーなどの友人を起用した。彼はミュジーク・コンクレート・ブリッジを追加してレコーディングを終了した。彼は、占星術の太陽のサインにちなんで名付けられた「サジタリアス」というグループ名を謳い、コロムビアの幹部にそれを提示した。 
Billboard Hot 100でシングルは70位に達した。グループがツアーするようにコロムビアから圧力があったとき、グループが存在しないことが明らかになった。しかし、アッシャーは「サジタリアス」の名前でコロムビアのアルバムに取り組み始めた。この作業のほとんどは、カート・ベッチャーと協力して行われた。
アッシャーは「ボールルーム」というグループをプロデュースした際に、メンバーであったベッチャーと出会った。彼らはワーナー・ブラザースと契約し、アルバムを録音していたが、そのアルバムは発売されなかった（後年『Preparing For The Millennium』と題され、Rev-Olaから発売された）。アッシャーはベッチャーの才能に感銘を受け、アルバム全体で彼をソングライター、ミュージシャン、プロデューサーとして起用した（アルバム収録曲のうち2曲は、ボールルームの未発表アルバムのために録音されたものと同じだが、ステレオで収録されている）。またこの時、ベッチャーは同時進行で自分のグループ「ザ・ミレニウム」のアルバム『ビギン』のレコーディングも行っていた、その流れでミレニウムのメンバーも流動的にサジタリアスのプロジェクトに参加していた。その関係からミレニウムの『ビギン』とサジタリアスの『プレゼント・テンス』は「姉妹盤」として見られている。
アルバムのリリースに先立ち、「Hotel Indiscreet」をA面としたシングルがもう1枚リリースされた。サジタリアスのシングルのB面は、アッシャーがもともと別のスタジオ・プロジェクトのために録音したインストゥルメンタル曲で構成されていた。「My World Fell Down」と同様、ブリッジにはアッシャーが発掘した「The Firesign Theatre」による無関係のコメディがフィーチャーされていたが、前シングルとは異なり、チャートインには至らなかった。
1968年、アルバム『プレゼント・テンス』がリリースされた。コロムビア・レコードの社長クライヴ・デイヴィスは、2つのシングルでのミュージック・コンクレートの使用を嫌っていたため、アッシャーはこれらのセグメントをアルバム・バージョンから削除した。「My World Fell Down」のアルバム・バージョンには、シングル・バージョンには表示されなかった最初の詩と2番目の詩の間にいくつかの小節が追加され、両方がアルバム用にステレオでミックスされた。カート・ベッチャーが作詞・作曲したシングル「アナザー・タイム」がアルバムからリリースされ、いくつかの市場でチャート入りした。
しかし、1969年、この『プレゼント・テンス』の商業的失敗の責任を取る形でアッシャーはコロムビア・レコードを退社。アッシャーはベッチャーやキース・オルセンと共に自身のレーベル、Together Recordsを立ち上げた。アッシャーは「サジタリアス」のセカンド・アルバム『ブルー・マーブル』の制作を開始したが、今回はミュージシャンとして、特にボーカリストとして貢献した。バーズのアルバム『名うてのバード兄弟』で行ったように、アッシャーはレコード全体でモーグ・シンセサイザーを多用した。ベッチャーは「Will You Ever See Me」とザ・ビーチ・ボーイズの曲「In My Room」のカバーの2曲でリードボーカルを提供したが、それ以外の点では彼の関与は最小限であった。「In My Room」はシングルとしてリリースされ、Hot100で86位まで上昇してマイナー・ヒットとなった。しかし、アルバムはチャートインせずに失敗した。レーベルが終了する前に、Together Recordsからさらにいくつかのアルバム以外のシングルがリリースされた。
日本では発売当初、国内盤は存在しなかったが、1981年に音楽プロデューサーの長門芳郎のプロデュースによりミレニウムの『ビギン』と同時に『プレゼント・テンス』のLPレコードがリリースされた。CDは「ソフトロック・ブーム」時の1991年に日本から初リリースされた。その他の国では現在で言われる「ソフトロック/サンシャイン・ポップ」と呼ばれる音楽は忘れ去られたジャンルとして顧みられていなかったことから、1997年までCDがリリースされることはなかった。『ブルー・マーブル』の方はオリジナルの発売の後、2001年までリイシューされなかった。現在ではどちらの「サジタリアス」のアルバムもCDで再発されており、どちらにもボーナス・トラックが含まれている (サジタリアスの曲のシングル・バージョンを含む、場合によってはアルバム・バージョンとは異なる)。

## ディスコグラフィ

### スタジオ・アルバム
- 『プレゼント・テンス』 - Present Tense (1968年)
- 『ブルー・マーブル』 - The Blue Marble (1969年)

### シングル
- "My World Fell Down" (1967年) ※全米70位
- "In My Room" (1969年) ※全米86位
- "I Guess the Lord Must Be in New York City" (1969年) ※全米135位